# La Marne
Marne – miejscowość i gmina we Francji, w regionie Kraj Loary, w departamencie Loara Atlantycka.
Według danych na rok 2010 gminę zamieszkiwały 1364 osoby, a gęstość zaludnienia wynosiła 76 osób/km².